# Opisthoncus delectabilis
Opisthoncus delectabilis is een spinnensoort in de taxonomische indeling van de springspinnen (Salticidae).
Het dier behoort tot het geslacht Opisthoncus. De wetenschappelijke naam van de soort werd voor het eerst geldig gepubliceerd in 1920 door William Joseph Rainbow.